# Tagung der Nobelpreisträger in Lindau

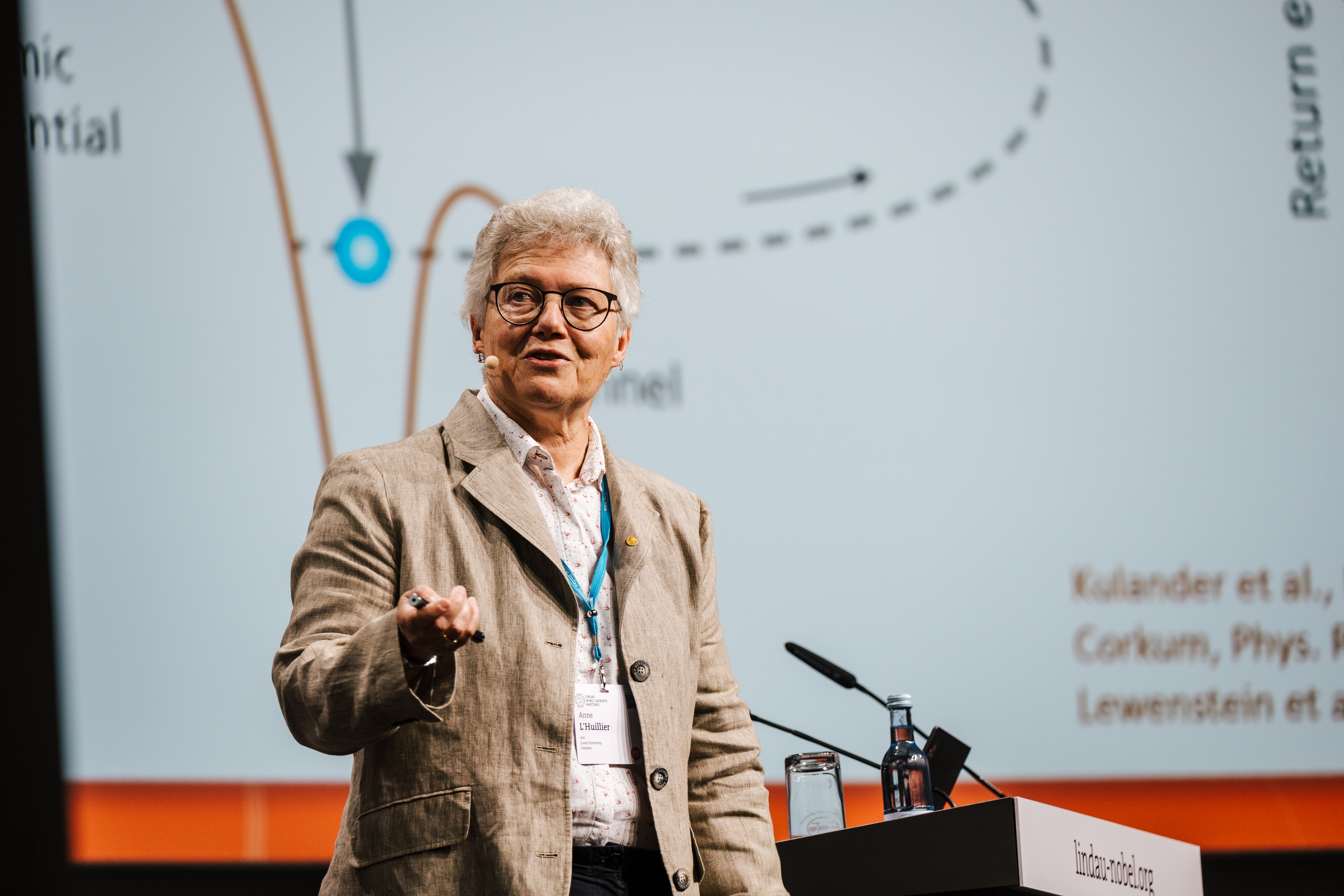
Anne L’Huillier, Physiknobelpreisträgerin 2023, bei ihrer ersten Vorlesung in Lindau im Sommer 2024. Foto: T. Nuding/Lindau Nobel Laureate Meetings

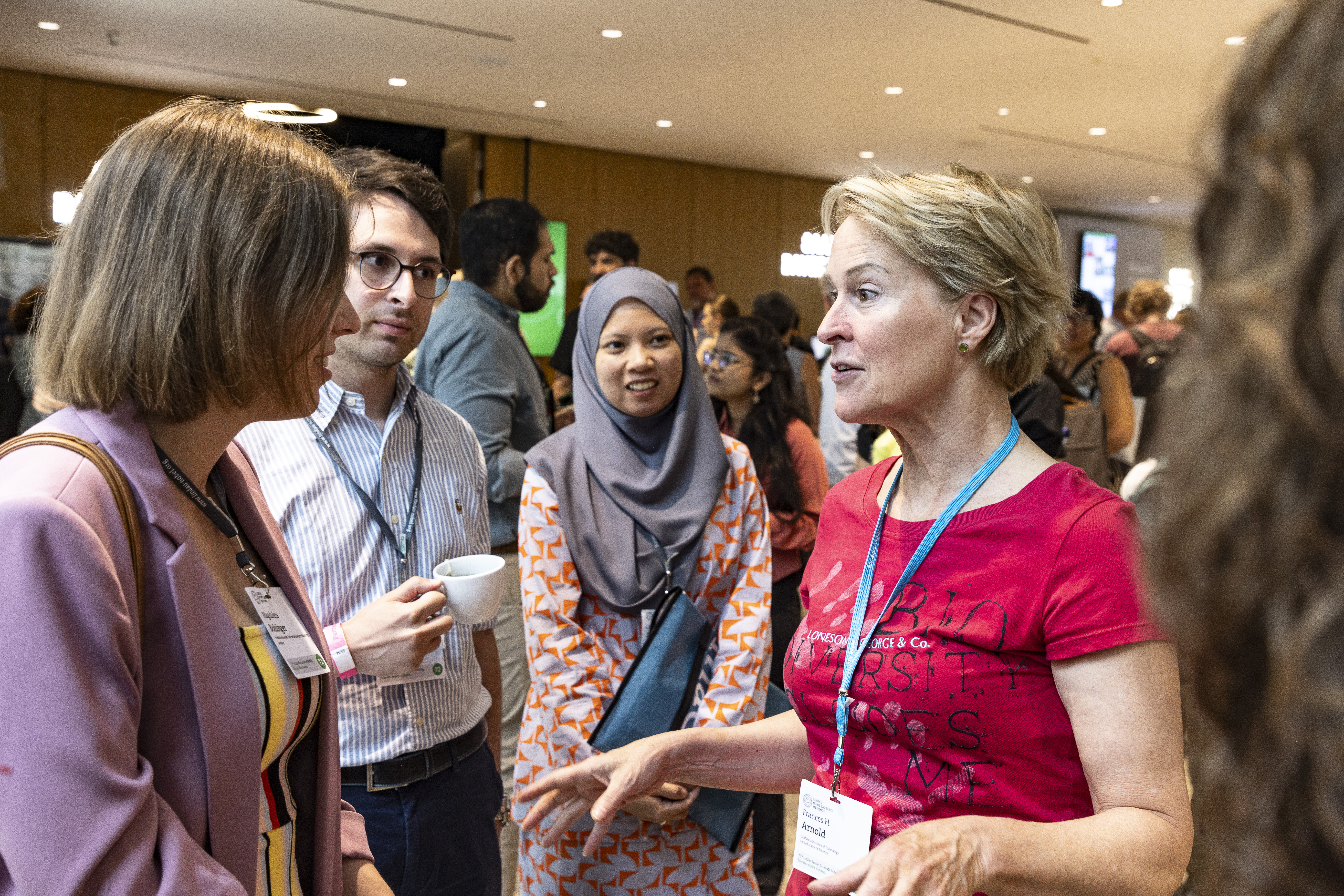
Frances H. Arnold, Chemienobelpreisträgerin 2018, im Gespräch mit Wissenschaftlern während der 72. Lindauer Nobelpreisträgertagung 2023. Foto: Ch. Flemming/Lindau Nobel Laureate Meetings

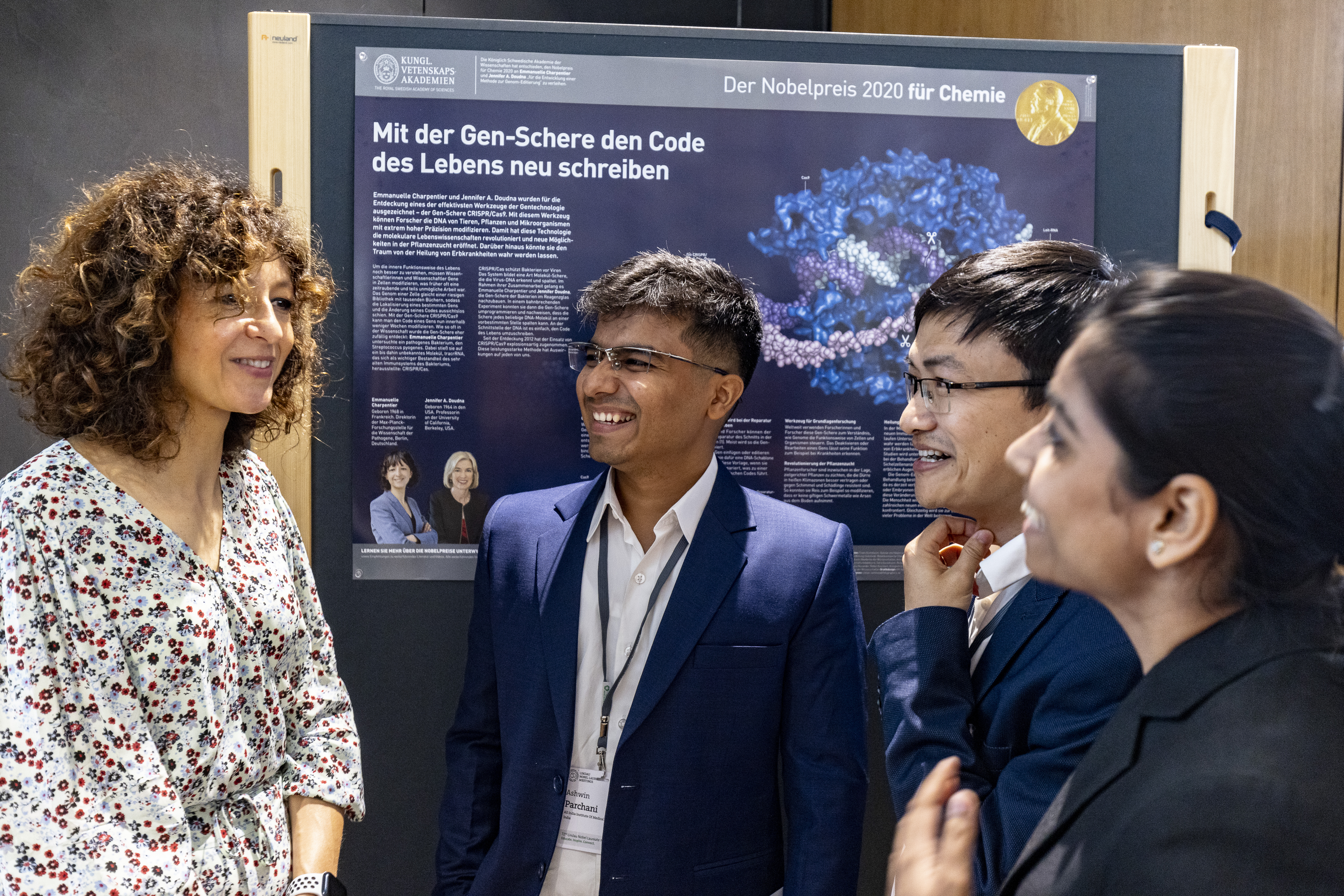
Nobelpreisträgerin Emmanuelle Charpentier (Chemie 2020) während einer Diskussion mit teilnehmenden Wissenschaftlern bei der Lindauer Tagung im Sommer 2023. Foto: Ch. Flemming/Lindau Nobel Laureate Meetings

Die Lindauer Nobelpreisträgertagungen (englisch: Lindau Nobel Laureate Meetings) sind jährliche Wissenschaftstagungen, die seit 1951 in der Stadt Lindau (Bodensee) stattfinden. Ihr Ziel ist es, Nobelpreisträger und junge Wissenschaftler zusammenzubringen, um den wissenschaftlichen Austausch über Generationen, Kulturen und Disziplinen hinweg zu fördern.

## Ziele
Jede Lindauer Nobelpreisträgertagung besteht aus einer Vielzahl wissenschaftlicher Programmpunkte wie etwa Vorträgen und Podiumsdiskussionen sowie verschiedener Networking- und Gemeinschaftsveranstaltungen. Die Tagungen nehmen einen besonderen Platz unter den internationalen Wissenschaftstagungen ein: Mit im Durchschnitt 30–40 teilnehmenden Laureaten pro Jahr stellen sie die weltweit größte Zusammenkunft von Nobelpreisträgern außerhalb der Preisverleihungszeremonien in Stockholm dar. Bei den Tagungen geht es nicht um die Präsentation neuer Forschungsergebnisse, sondern vielmehr um den Ideenaustausch und um die Diskussion von Themen, die globale Relevanz für alle Wissenschaftler besitzen. Die Nobelpreisträger erhalten für ihre Auftritte kein Honorar und sind in der Wahl ihrer Vortragsthemen frei. Rund 380 von ihnen sind Mitglied der Stifterversammlung der Tagungen.
Die Ziele der Tagungen bestehen nicht nur darin, den Wissenstransfer zwischen Laureaten und Nachwuchswissenschaftlern, sondern auch den Austausch von Wissen innerhalb der internationalen Wissenschafts-Community und gegenüber der restlichen Gesellschaft zu fördern. Dieses Vorhaben wird vom Kuratorium für die Lindauer Nobelpreisträgertagungen als „Mission Education“ bezeichnet. Den jungen Wissenschaftlern die Möglichkeit zu geben, globale Netzwerke aufzubauen – z. B. über das Lindau Alumni Network –, zählt ebenfalls zum Bestreben der Tagungen. Ihr Slogan lautet „Educate, Inspire, Connect.“

## Geschichte
Nach dem Zweiten Weltkrieg litt Deutschland an den Nachwirkungen des Naziregimes und war infolgedessen größtenteils von der internationalen Wissenschaft ausgeschlossen. In dieser Zeit fanden kaum wichtige Wissenschaftskonferenzen in Deutschland statt.

### Idee & Gründung (1951)
Die beiden Lindauer Ärzte Franz Karl Hein und Gustav Wilhelm Parade hatten 1949 die Idee, deutsche Ärzte und Forscher mit Nobelpreisträgern zusammenzubringen. Sie überzeugten Graf Lennart Bernadotte af Wisborg, Mitglied der schwedischen Königsfamilie und Besitzer der nahegelegenen Insel Mainau, seine guten Beziehungen zu schwedischen Nobelkomitee und den schwedischen Nobelinstitutionen geltend zu machen und das Vorhaben zu unterstützen. Die erste Tagung im Jahr 1951 war den Feldern der Medizin und Physiologie gewidmet und wurde von sieben Nobelpreisträgern besucht; darunter Adolf Butenandt und Hans von Euler-Chelpin. Nach dem Erfolg der ersten Nobelpreisträgertagung wurde der wissenschaftliche Fokus vergrößert und die beiden anderen Nobelpreis-Disziplinen der Naturwissenschaft, Chemie und Physik, ins Programm aufgenommen. In den Folgejahren wurde ein Modus etabliert, bei dem die Hauptdisziplin der Tagung jährlich wechselt. Seit dem Jahr 2000 findet zudem alle fünf Jahre eine interdisziplinäre Tagung statt, bei der die drei Naturwissenschaften vereint sind.
Seit ihrer Entstehung im Jahr 1951 haben die Lindauer Nobelpreisträgertagungen stets in Lindau stattgefunden, deren Stadtzentrum auf einer durch Brücken mit dem Festland verbundenen Insel im See liegt.

Nobelpreisträger Werner Heisenberg umringt von Studenten bei der 5. Lindauer Nobelpreisträgertagung im Jahr 1955. Foto: Archiv Spang/Lindau Nobel Laureate Meetings.

### 1954–2000
Im Jahr 1954 wurde das Kuratorium für die Lindauer Nobelpreisträgertagungen gegründet und diente fortan als Organisationskomitee der Tagungen. Graf Lennart Bernadotte wurde zu seinem ersten Präsidenten ernannt. Das Konzept, auch junge Wissenschaftler zu den Tagungen einzuladen, entstand ebenfalls in diesem Jahr. Mit diesem Schritt sollte der gesellschaftliche Mehrwert der Veranstaltung erhöht werden. 1954 konnten sogar einige Studierende aus der DDR an der Nobelpreisträgertagung teilnehmen.
Was von Hein und Parade zunächst als europäische Wissenschaftskonferenz angedacht war, entwickelte sich nach und nach immer mehr zu einer internationalen Veranstaltung. In den Anfangsjahren der Tagungen nahmen lediglich Studenten aus den Anrainerstaaten des Bodensees teil, Jahr für Jahr begannen jedoch andere Länder damit, Vertreter zu entsenden. Seit dem Jahr 2000 etwa, nehmen an jeder Nobelpreisträgertagung junge Wissenschaftler aus 80 bis 90 verschiedenen Ländern teil.
1987 trat Graf Bernadotte von seinem Amt als Präsident des Kuratoriums aus Altersgründen zurück und seine Frau, Gräfin Sonja Bernadotte af Wisborg, übernahm die Position.

### 2000–2008
Kurz vor dem Jahrtausendwechsel gab es wieder Sorgen um den Fortbestand der Tagungen, da ihre zukünftige Finanzierung nicht gesichert war. Um dieser negativen Entwicklung entgegenzutreten, erweiterte Gräfin Bernadotte das Kuratorium um Experten aus den Bereichen gemeinnützige Stiftungen und Öffentlichkeitsarbeit, sowie um Repräsentanten der Stockholmer Nobelstiftung.
Zwei große Ziele unter Gräfin Sonja Bernadottes Ägide waren das weitere Vorantreiben der Internationalisierung der Tagungen sowie die Verbesserung ihres öffentlichen Images.
Anlässlich der 50. Lindauer Nobelpreisträgertagung im Jahr 2000 wurde die Gründung der Stiftung Lindauer Nobelpreisträgertagungen bekanntgegeben. Diese sollte fortan die Finanzierung der Tagungen sichern. Als Gründer wurden 50 Nobelpreisträger Mitglieder der Stifterversammlung (inzwischen sind es rund 375), um die Tagungen ideell aber auch finanziell zu unterstützen.

### 2008–2019
Als Gräfin Sonja Bernadotte im Oktober 2008 verstarb, wurde ihre Tochter, Gräfin Bettina Bernadotte af Wisborg, zur Präsidentin des Kuratoriums gewählt. Sie setzte den Kurs ihrer Mutter fort und arbeitete stetig daran, das internationale Netzwerk an wissenschaftlichen Partnerinstitutionen weiter auszubauen und ergänzte diesen um ein großes Engagement für Bildung und eine Erhöhung des gesellschaftlichen Mehrwerts der Tagungen.

### Seit 2020
Erstmals in der fast 75-jährigen Geschichte musste die für 2020 geplante Tagung wegen der weltweiten Corona-Pandemie ins Folgejahr verschoben werden. Stattdessen fanden sich Nobelpreisträger, Lindau Alumni und Nachwuchswissenschaftler online zusammen und tauschten sich bei den Online Science Days 2020 und dem Lindau Online Sciathon 2020 virtuell aus.
Im Sommer 2022 fanden die Tagung zur Chemie und zur Ökonomie jeweils hybrid statt, für die Teilnehmer vor Ort galten entsprechende Maßnahmen im Zuge der Corona-Pandemie.
Das Netzwerk der Lindau Alumni wurde in den vergangenen Jahren durch zahlreiche Angebote, die u. a. online durchgeführt wurden, gezielt ausgebaut.

### Tagungszyklus
Die Nobelpreisträgertagungen widmen sich jeweils jährlich wechselnd einer der naturwissenschaftlichen Nobelpreisdisziplinen Medizin oder Physiologie, Chemie und Physik. Seit dem Jahr 2000 wird alle fünf Jahre (zuletzt 2021) eine interdisziplinäre Tagung abgehalten, zu der Vertreter aller Disziplinen eingeladen werden. Darüber hinaus findet seit 2004 inzwischen alle drei Jahre die Lindauer Tagung der Wirtschaftswissenschaften statt, die den Preisträgern des Alfred-Nobel-Gedächtnispreises für Wirtschaftswissenschaften („Wirtschaftsnobelpreis“) gewidmet ist.

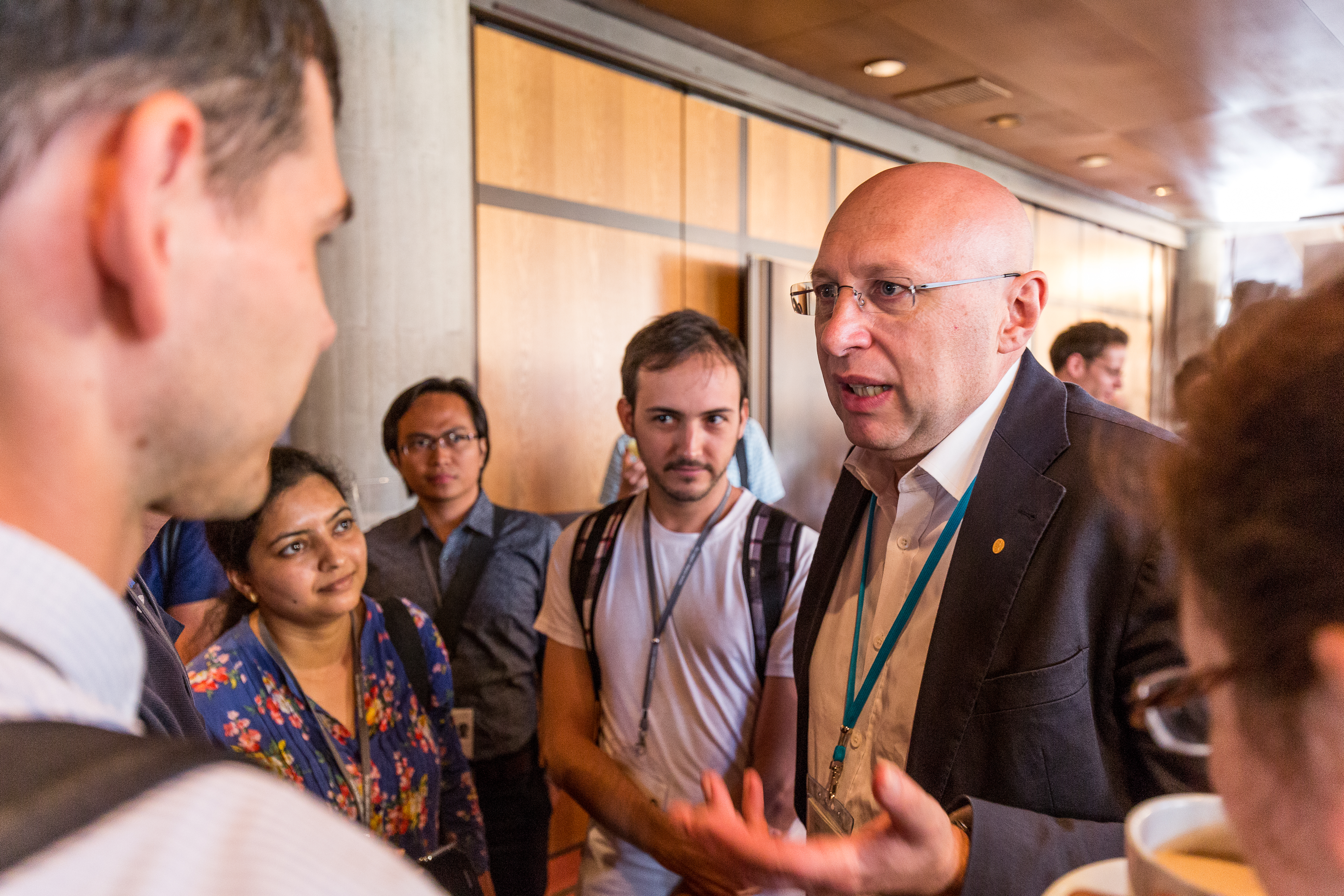
Nobelpreisträger Stefan Hell 2015 bei der 65. Lindauer Nobelpreisträgertagung im Gespräch mit jungen Wissenschaftlern. Foto: Ch. Flemming/Lindau Nobel Laureate Meetings.

### Wissenschaftliches Programm
Folgende Programmformate kommen derzeit auf den Lindauer Nobelpreisträgertagungen zum Einsatz:
- Lectures: Klassische Vorträge, bei denen die Nobelpreisträger in der Themenwahl völlig frei agieren.
- Agora Talks: Dieses Format, das 2018 eingeführt wurde, kombiniert ein Interview oder einen Diskussionsteil unter Beteiligung von ein bis zwei Nobelpreisträgern mit einer Frage-und-Antwort-Session und bietet Raum für viel Austausch. Das Format eignet sich besonders für kontroverse und aktuelle Themen.
- Open Exchanges: Nobelpreisträger stehen den jungen Wissenschaftlern in geschlossener Runde Rede und Antwort.
- Next Gen Science Sessions: In einem Review-Verfahren ausgewählte Nachwuchswissenschaftler geben in Kurzvorträgen Einblicke in ihre Forschung.
- Panel Discussions: Diese Podiumsdiskussionen widmen sich den großen, aktuellen Fragen der Wissenschaft. Das Teilnehmerfeld setzt sich in der Regel aus Laureaten, Nachwuchswissenschaftlern, aber auch Vertretern aus Politik, Wirtschaft oder Medien zusammen.
- Science Breakfasts: Frühmorgendlich abgehaltene Diskussionsveranstaltungen, die von Partnerorganisationen oder Förderern ausgerichtet werden.

Darüber hinaus existieren weitere Formate wie Science Walks, Laureate Lunches und Life Lectures.

### Rahmenprogramm
Die Lindauer Nobelpreisträgertagungen verfügen zudem über ein breit gefächertes Rahmenprogramm, das vor allem zum Networking und Kennenlernen dienen soll, darunter Dinner, Grillfeste und Kulturveranstaltungen. Seit 2009 gehört zu jeder Tagung auch ein so genannter „International Day“, dessen Abendveranstaltung stets von einem Gastländern und -regionen ausgerichtet wird. Bisherige Gastgeber waren unter anderem: Indien (2009), die Europäische Union (2010), die Vereinigten Staaten (2011), Singapur (2012), Südkorea (2013), Australien (2014), Frankreich (2015), Österreich (2016), Mexiko (2017), China (2018), Südafrika (2019), das Vereinigte Königreich (2022), Indonesien (2023) und Texas (2024).

### Schifffahrt zur Insel Mainau
Der Abschlusstag jeder Tagung kombiniert Wissenschafts- und Freizeitprogramm mit einem Ausflug zur Insel Mainau auf Einladung des Landes Baden-Württemberg. Der Besuch auf der Insel der gräfischen Familie Bernadotte dient gleichermaßen dazu, nochmals eine große Podiumsdiskussion (meist zu gesellschaftlich relevanten Themen) abzuhalten, gleichzeitig aber auch die Studenten aus aller Welt an der Attraktion der „Blumeninsel“ teilhaben zu lassen.

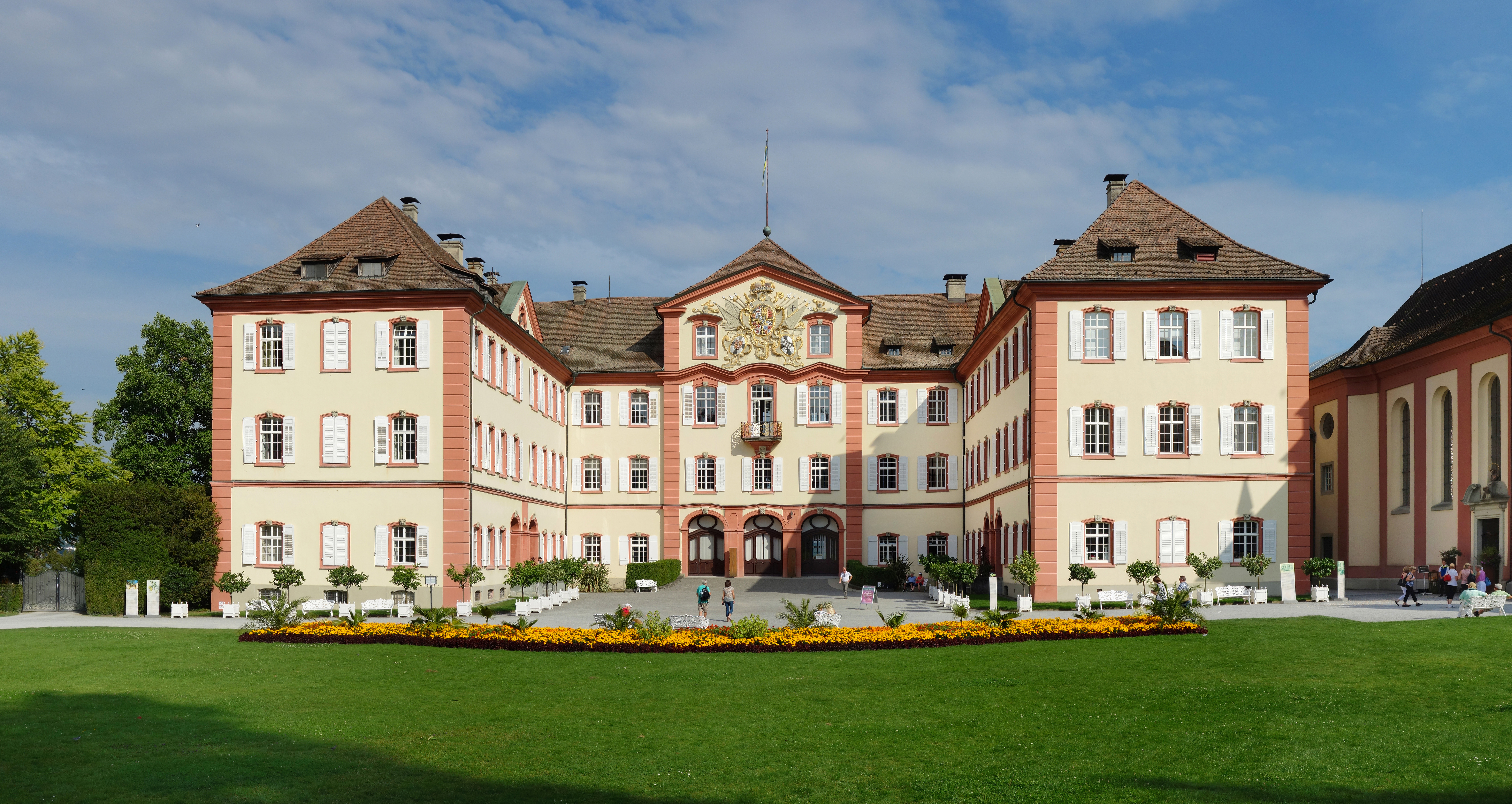
Der letzte Tag jeder Lindauer Nobelpreisträgertagung findet traditionell auf der Insel Mainau statt.

## Teilnehmer
An Tagungen, die einer Einzeldisziplin gewidmet sind, nehmen in der Regel 30 bis 40 Nobelpreisträger und 500–600 junge Wissenschaftler aus etwa 80 Ländern teil. Hinzu kommen verschiedene Ehrengäste aus Politik, Wirtschaft und der akademischen Welt sowie Vertreter internationaler Medien.

### Bewerbungsverfahren
Nachwuchswissenschaftler, die an den Tagungen teilnehmen wollen, müssen zuvor ein mehrstufiges Auswahlverfahren durchlaufen. Bewerben können sich Studenten, Doktoranden und Post-Docs, die zu den besten ihrer Jahrgänge gehören und die noch keine feste Stelle innehaben. Junge Wissenschaftler können nur jeweils einmal an einer Lindauer Nobelpreisträgertagung teilnehmen.

### Besondere Gäste
Über die Jahre hinweg haben viele erwähnenswerte Persönlichkeiten die Lindauer Nobelpreisträgertagungen besucht, unter ihnen etwa die ehemaligen deutschen Bundespräsidenten Roman Herzog, Johannes Rau, Horst Köhler, Christian Wulff sowie Joachim Gauck, der die Eröffnungsrede zur interdisziplinären Tagung im Jahr 2015 hielt. Bundeskanzlerin Angela Merkel eröffnete die Wirtschaftstagung 2014 und 2017 der damalige Präsident der EZB Mario Draghi.
Weitere besondere Gäste waren unter anderem Softwarepionier und Philanthrop Bill Gates, der ehemalige Präsident der Europäischen Kommission José Manuel Barroso und der Präsident Singapurs, Tony Tan.

## Organisation
Die Lindauer Nobelpreisträgertagungen bestehen aus zwei juristischen Organen – dem Kuratorium und der Stiftung. Während das Kuratorium für die Ausgestaltung des wissenschaftlichen Programms und mithilfe seines Exekutivsekretariats auch für die Durchführung der Tagungen verantwortlich ist, besteht die Aufgabe der Stiftung darin, die Finanzierung der Tagungen zu sichern.

### Akademische Partner
Das Kuratorium unterhält ein globales Netzwerk akademischer Partnerinstitutionen, die von nationalen Wissenschaftsakademien, über Universitäten und Stiftungen bis hin zu Regierungsministerien reichen. Bewerbungen um die Teilnahme an den Nobelpreisträgertagungen müssen an die jeweiligen akademischen Partner gerichtet werden, die wiederum die besten Nachwuchswissenschaftler für die Teilnahme nominieren.

### Finanzierung
Die Lindauer Tagungen werden sowohl durch öffentliche Mittel wie auch durch private Zuwendungen finanziert. Die Kosten jeder Tagung werden dabei in den frei verfügbaren Jahresberichten transparent gemacht. Private Zustifter und Förderer werden sowohl auf der Webseite der Organisation wie auch in anderen Veröffentlichungen benannt.

## Wirkung
Seit ihrem Entstehen war es Ziel der Lindauer Nobelpreisträgertagungen, eine Atmosphäre zu schaffen, in der Wissenschaftler größere gesellschaftliche Verantwortung übernehmen konnten. So entstanden in der Geschichte der Tagungen mehrere politische Appelle.
Die Wirkung der Tagungen auf die bisher rund 35.000 Studenten, die innerhalb von rund 70 Jahren teilgenommen haben, ist schwer messbar und dennoch tiefgehend. Ein Förderer der Tagungen drückte es wie folgt aus: „Wenn sie Lindau wieder verlassen, ist die Motivation und Inspiration, die über Jahre hinweg erhalten bleiben werden, geradezu in den Augen der jungen Forscher zu sehen!“.

### Globale Netzwerke
Die Tagungen bieten viel Gelegenheit zum Networking für die jungen Wissenschaftler, die in Lindau enge Kontakte knüpfen, die später oft zu wissenschaftlichen Kollaborationen und einem intensiven Wissenstransfer über die Grenzen verschiedener Kulturen hinweg führen. Das Lindau Alumni Network sowie regelmäßige Veranstaltungen für die Ehemaligen helfen dabei, die Lindau Community auch nach den Tagungen weiter zu vernetzen.

### Mainauer Deklarationen

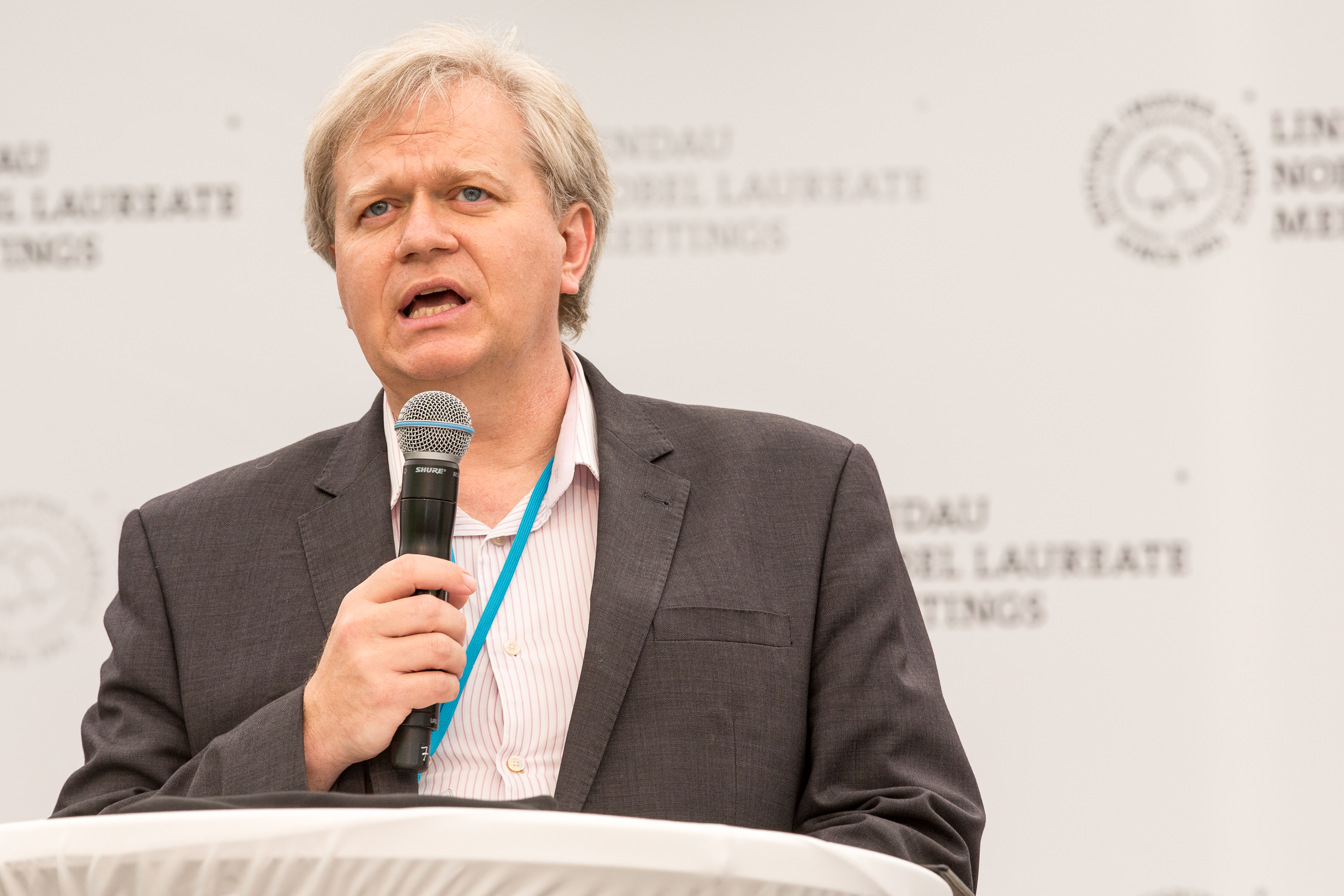
Nobelpreisträger Brian Schmidt verliest die Mainauer Deklaration 2015 zum Klimawandel bei der 65. Lindauer Nobelpreisträgertagung

1955, anlässlich der fünften Lindauer Nobelpreisträgertagung, initiierten die beiden deutschen Physiknobelpreisträger Max Born und Otto Hahn die „Mainauer Kundgebung“ gegen die Nutzung von Nuklearwaffen, die sich an die damaligen Machthaber der Welt richtete und sie vom Einsatz der Nuklearwaffen abhalten sollte. Die Deklaration wurde von 18 an der Tagung teilnehmenden Laureaten unterschrieben. Innerhalb eines Jahres stieg die Zahl der Unterschriften auf 52 an.
Sechzig Jahre später, bei der 65. Lindauer Nobelpreisträgertagung im Jahr 2015, wandten sich die Nobelpreisträger mit einer zweiten Mainauer Erklärung an die Öffentlichkeit. Die Mainauer Deklaration 2015 zum Klimawandel forderte die Politik auf, sich dem Klimaschutz stärker zu verpflichten. 36 der teilnehmenden Nobelpreisträger unterzeichneten die Deklaration vor Ort, 40 weitere kamen später hinzu.
2024 wurde die erste „Mainauer Kundgebung“ im Rahmen der „Mainauer Deklaration 2024 gegen Atomwaffen“ aufgegriffen. Zum Abschluss der 73. Lindauer Nobelpreisträgertagung unterzeichneten 30 Nobelpreisträger die von David J. Gross verlesene Deklaration, die vor den Gefahren eines Atomkrieges warnt.

### Lindau Guidelines
Die Nobelpreisträgerin Elizabeth Blackburn initiierte in ihrer Eröffnungsrede während der 68. Lindauer Nobelpreisträgertagung 2018 die „Lindau Guidelines“ für eine globale, nachhaltige, kooperative und offene Wissenschaft im 21. Jahrhundert. Diese Richtlinien umfassen 10 Ziele. Nach mehreren Diskussionsrunden und Überarbeitungen wurde die endgültige Fassung im Juni 2020 verabschiedet. Die Lindau Guidelines wurden von zahlreichen Nobelpreisträgern und anderen Wissenschaftlern unterzeichnet.

## Mediathek
Um die lange Tradition und Historie der Lindauer Nobelpreisträgertagungen bekannter zu machen, wurde ein digitales, öffentlich zugängliches Archiv eingerichtet. Derzeit enthält die Mediathek über 400 Stunden an Videomaterial von Vorträgen der Nobelpreisträger aus Lindau. Darüber hinaus stehen Fotos, animierte Lernfilme und interaktive Inhalte wie virtuelle Labortouren und interaktive Karten zur Verfügung.
Die Mediathek ist zudem als Bildungsinstrument angelegt und enthält verschiedene Themendossiers in Form von Unterrichtsmaterialien, die mithilfe der Forschung der Nobelpreisträger in bestimmte Wissenschaftsgebiete einführen.

## Film
Ausflüge in die Zukunft, Das 55. Nobelpreisträgertreffen in Lindau, ein Film von Vera Botterbusch, 60 Min, BR 2005

## Andere Projekte
Die Lindauer Nobelpreisträgertagungen engagieren sich durch viele weitere Projekte aktiv in der Wissenschaftskommunikation gemäß dem Leitmotiv ihrer „Mission Education“. Darunter etwa die Foto-Ausstellung „Sketches of Science“ des Wissenschaftsfotografen Volker Steger, die bereits an vielen Orten weltweit gezeigt wurde oder eine Dauerausstellung zur Geschichte der Tagungen im Lindauer Stadtmuseum. 